# 1904 en science-fiction
| Années de la science-fiction : 1901 - 1902 - 1903 - 1904 - 1905 - 1906 - 1907    |
| Décennies de la science-fiction : 1870 - 1880 - 1890 - 1900 - 1910 - 1920 - 1930 |

L'année 1904 est marquée, en matière de science-fiction, par les événements suivants.

## Naissances et décès

### Naissances
- 21 octobre : Edmond Hamilton, écrivain américain, mort en 1977.

## Prix
La plupart des prix littéraires de science-fiction actuellement connus n'existaient alors pas.

## Parutions littéraires

### Romans
- Le Napoléon de Notting Hill par G. K. Chesterton.
- Maître du monde par Jules Verne.

## Sorties audiovisuelles

### Films
- Le Voyage à travers l'impossible par Georges Méliès.